# Vaders begrafenis
Vaders begrafenis is een hoorspel naar het toneelstuk Il funerale del padre (1967) van Giorgio Manganelli. Het werd op 6 april 1971 onder de titel Des Vaters Begräbnis door de Süddeutscher Rundfunk uitgezonden. Max Nord vertaalde het en de KRO zond het uit in het programma Dinsdagavondtheater op dinsdag 2 juli 1974. De regisseur was Léon Povel. Het hoorspel duurde 43 minuten.

## Rolbezetting
- Frans Somers
- Bob Verstraete

## Inhoud
Twee mannen volgen met snel wisselende gevoelens een rouwstoet. De vader van een van beiden wordt ten grave gedragen; de andere dacht dat het een rouwstoet voor zijn vader was. Haat en afkeer krijgen steeds meer de overhand, tot ze uiteindelijk aan elkaar te kennen geven dat ze hun vader vermoord hebben…